# Авианосцы типа «Сайпан»
Тип «Сайпан» (англ. Saipan class) — серия лёгких авианосцев США периода Второй мировой войны. Были спроектированы в 1943 году для восполнения предполагавшихся к 1945 году потерь авианосцев типа «Индепенденс». В 1944—1947 годах на верфях New York Shipbuilding в Нью-Йорке были построены два авианосца типа «Сайпан», прорабатывалась возможность постройки ещё двух, но окончание войны заставило отказаться от этих планов. Оба авианосца вступили в строй уже после окончания Второй мировой войны и не успели принять участие в боевых действиях. Появление же реактивной авиации вскоре сделало оба корабля устаревшими, так как их размеры не позволяли надёжно принимать новые, значительно более тяжёлые самолёты, поэтому в 1954—1956 годах они были переоборудованы в корабли управления, служившие также как вспомогательные или учебные авианосцы. В этой роли они оставались в строю ещё два десятилетия, будучи сняты с вооружения в 1975—1977 годах.

## Представители
| Название      | Номер  | Закладка        | Спуск на воду   | Вступление в строй | Судьба                                           |
| ------------- | ------ | --------------- | --------------- | ------------------ | ------------------------------------------------ |
| Сайпан Saipan | CVL-48 | 10 июля 1944    | 8 июля 1945     | 14 июля 1946       | снят с вооружения 15 августа 1975, пущен на слом |
| Райт Wright   | CVL-49 | 21 августа 1944 | 1 сентября 1945 | 9 февраля 1947     | снят с вооружения 1 декабря 1977, пущен на слом  |